# Сиффинская битва
Сиффинская битва (араб.  معركة صفين‎) — сражение в 657 году между армиями халифа Али и армией восставшего сирийского наместника Муавии, произошедшая примерно через год после Верблюжьей битвы.

## Предыстория
Вероятно, ещё во время противостояния Али с Талхой и аз-Зубайром сирийский наместник Муавия понимал, что не имеет достаточного религиозного авторитета, чтобы соперничать с Али, и стал искать поддержки старейшин мусульманской общины (уммы). Аль-Минкари приводит отрывки из писем, направленных Муавией Абдуллаху ибн Умару, Саду ибн Абу Ваккасу и Мухаммаду ибн Масламе, которые, как известно, не поддержали Али. Муавия просил Мухаммада ибн Масламу убеждать мусульман воздерживаться от убийства мусульман; Ибн Умару польстил признанием, что после третьего халифа Усмана ибн Аффана он более всех достоин стать халифом, а если откажется от этого, то будет созван совет (шура); Сааду, как участнику совета, на котором был избран Усман, обещал созвать новый совет для избрания халифа. Мухаммад ибн Маслама ответил, что Муавию интересуют только мирские дела, и напомнил, что тот не оказал помощи халифу Усману при жизни, Ибн Умар и Сад ответили, что не могут сравнивать себя с Али по его месту в исламе и будет воздерживаться от всякого спора о власти. Подлинность текста писем Муавии и ответов на них, дополняемых стихами, вызывает некоторые сомнения.

### Миссия Джарира аль-Баджали
После победы Али в Басре, его власть стала распространяться на 4/5 Халифата, в его распоряжении оказалась вся иракская армия. Поддерживавшие мятежников Омейяды присоединились к Муавии, но это не меняло соотношения сил, а положение Муавии стало ещё сложнее. Управившись с неотложными делами в Ираке, Али снова предложил Муавии принести присягу (байа). Доставить послание взялся Джарир ибн Абдуллах аль-Баджали, который пользовался расположением Муавии, что могло способствовать успеху его миссии. Получив послание, Муавия попросил у Джарира времени на раздумье и стал усиленно совещаться со своим окружением. Возможно тогда появилась идея привлечь в союзники Амра ибн аль-Аса, который покинул Медину в начале смуты. После того, как Амр получил заверение от Муавии, что в случае победы тот сделает его наместником Египта, Амр прибыл в Дамаск. По свидетельству средневековых историков, после появления Амра на политической арене, усилилась антиалийская пропаганда в Сирии. Сирийцев постепенно убеждали в том, что Али был соучастником убийства Усмана.
Согласно ал-Минкари, пока Джарир дожидался окончательного ответа, Муавия и Али успели ещё раз обменяться посланиями. Муавия якобы ставил условием принесения присяги предоставление ему Египта, а также приобретение полной независимости после смерти Али. В ответ Али предложил выбрать между присягой и миром или войной. Муавия отказался присягать, и Джарир прибыл с этим известием к Али. Джарир был встречен в Куфе холодно, так как его подозревали в симпатиях к Муавии. Неудача миссии Джарира была равносильна началу военных действий.

### Сбор войск
Али отправил Малика аль-Аштара в Мосул, чтобы оттуда завладеть всей Джазирой, которая разделялась между Ираком и Сирией. В ответ Муавия направил в Джазиру ад-Даххака ибн Кайса, который вместе с отрядом Симака ибн Махрамы атаковал войско аль-Аштара между Раккой и Харраном. После ожесточенного сражения, которое продолжалось до темноты, сирийцы под покровом ночи отошли в Харран. Аль-Аштар преследовал объединённые войска сирийцев и осадил Харран. После того, как Муавия направил на помощь осажденным большой отряд конницы во главе с сыном Халида ибн аль-Валида Абдуррахманом, аль-Аштар вынужден был снять осаду и уйти к Ракке. Её жители оказали сопротивление, и он отступил к Киркисийе, но также потерпел неудачу.
После того, как стало ясно, что овладеть Джазирой небольшими силами не удастся, Али выступил с большой речью в мечети Куфы и объявил сбор войска. Большинство куфийцев выразило одобрение предстоящей войне, и лишь некоторые знатные куфийцы (Ханзала ибн ар-Раби, Абдуллах ибн аль-Мутамм и др.) в осторожной форме решались отговаривать Али от развязывания междоусобной войны.
Али объявил сбор войска на северной окраине Куфы в селе ан-Нухайл, послав Ибн Аббасу приказ привести басрийских воинов. Сбор войска шёл медленно, так как многие мусульмане старались под каким-нибудь благовидным предлогом отказаться от участия в походе: одни попросили послать в какую-нибудь пограничную область на борьбу с неверующими, другие согласились идти, сказав, что будут располагаться отдельно и посмотрят, как быть дальше. Небольшие отряды прибыли также из Исфахана и Хамадана. Численность войска Али приближалось к 50 000 человек. Точного времени начала сбора войска Али неизвестна. Дата произнесения Али речи перед выступлением, колеблется между 27 марта и 15 апреля 657 года.

### Выступление
За несколько дней до выступления основных сил Али отправил два передовых отряда общей численностью 12 000 человек. Командовали этими отрядами Зияда ибн ан-Надр и Шурайха ибн Хани, которые должны были идти друг за другом по правому берегу Евфрата. Сам же Али с основными силами пошел сначала к третьему гарнизонному городу Ирака, аль-Мадаину. Выходя из аль-Мадаина, Али отправил трехтысячный отряд под командованием Макила ибн Кайса ар-Рияхи в сторону Мосула, а сам направился к Анбару, чтобы идти оттуда по левому берегу Евфрата.
В это время Муавия готовился к ответным действиям. Он оставил на границе с Египтом сильный заслон и написал «воздержавшимся» в Харбите, чтобы они помешали Мухаммаду ибн Хузайфе напасть на Палестину.
Передовой отряд Али дошел до Анат (Ана). Здесь до Зияда и Шурайха дошло известие о том, что на встречу к ним движется армия Муавии, и они решили идти на соединение с Али. Однако жители Анат оказали сопротивление и передовому отряду пришлось повернуть назад и переправились у Хиты. Армия Али ибн Абу Талиба к этому времени ушла далеко вперед, его удалось догнать только перед Киркисийей. Али подошел к Ракке и хотел переправиться через Евфрат с помощью её жителей, но они закрыли городские ворота и спрятали все переправочные средства. После того, как аль-Аштар пригрозил раккцам взять город штурмом и всех перебить, горожане собрали спрятанные суда и навели наплавной мост около Балиха. После того, как армия Али переправилась через Евфрат, вперед снова был выслан Зияд ибн ан-Надр, который вскоре столкнулся с сирийским авангардом под командованием Абуль-Авара. На подмогу Зияду был послан отряд во главе с аль-Аштаром. Абуль-Авар сдерживал натиск иракцев до конца дня, а с наступлением темноты оторвался от них и присоединился к главным силам Муавии.

## Битва
Основную массу сведений о битве при Сиффине даёт обширное сочинение Насра ибн Музахима аль-Минкари, которое восходит к «Китаб Сиффин» Абу Михнафа. Абу Михнаф опирался в основном на рассказы куфийцев, которые сражались на стороне Али ибн Абу Талиба. Это могло создать тенденциозную антиомайядскую картину событий, которую усугубили шиитские симпатии самого Абу Михнафа. Поэтому фигура халифа оказалась эпически преувеличенной.

### Схватка за обладание дорогой к воде
Пока армия халифа переправлялась через Евфрат, Муавия успел занять удобную позицию и встать лагерем на южном берегу Евфрата у разрушенного византийского селения Сиффин в 40 км западнее Ракки. Муавия захватил единственную в этом районе дорогу к Евфрату, которая проходила посреди непроходимых болотистых зарослей поймы, протянувшейся на 10-12 км на восток от Сиффина.
Подойдя к Сиффину и начав разбивать лагерь, иракцы обнаружили, что единственный путь к водопою перекрыт сирийцами. Али попросил Муавию допустить иракских водовозов к воде, но тот отверг эту просьбу, припомнив, как противники лишали воды халифа Усмана. Аль-Аштар вызвался атаковать сирийцев и расчистить путь к воде. Двухтысячный отряд ал-Аштара отбросил пятитысячный отряд сирийцев и занял дорогу. На этот раз Муавия должен был беспокоиться об обеспечении водой для своего войска. В отличие от Муавии, халиф разрешил сирийцам пользоваться дорогой, хотя многие в его окружении осуждали этот излишне благородный поступок. Решение Али разрядило обстановку, создав условия для дальнейших переговоров. К тому же образ Али как ревнителя блага мусульман ещё более укрепился. Схватка за обладание дорогой к воде — один из немногих эпизодов затяжной Сиффинской битвы. Он датируется серединой мая 657 года (конец зуль-када — начало зуль-хиджа 36 г. х.).
Из-за хаотичности изложения в исторических повествованиях не совсем ясно, что происходило после того, как Али разрешил сирийским войскам пользоваться дорогой к воде. Согласно аль-Минкари, широкий жест халифа пришёлся не по душе сирийцам, и они решил снова захватить дорогу.

### Переговоры
Весь месяц зуль-хиджа (с 21 мая по 18 июня 657 года) продолжались мелкие стычки отдельных племенных отрядов с неизбежными поединками их предводителей и удальцов. В промежутках между ними родственники и единомышленники, находившиеся в разных лагерях, посещали друг друга, спорили и искали пути к примирению. Особенно активны были сирийско-иракские знатоки Корана и «чтецы» (кари) численностью около 30 000 человек, будто бы стоявшие в стороне отдельным общим лагерем.
В следующем месяце мухаррам, который у арабов считался «запретным», общение рядовых воинов стало ещё более оживленным. Али ибн Абу Талиб попытался использовать это затишье, для того чтобы склонить Муавию к присяге, но неизменно получал в ответ требование наказания или выдачи убийц халифа Усмана. После окончания месяца мухаррам, то есть 1 сафара 37 г. х. (18 июля), Али ибн Абу Талиб объявил о возобновлении военных действий.

### Система управления войсками
На рассвете сирийские и куфийские войска стали строиться в боевые порядки. В армии Али была сложная система управления войском. В основных семи отрядах (авангард, центр с левым и правым флангом, правое и левое крыло и засадный отряд) кроме общего командира имелись начальники пехоты и кавалерии. Кроме того, были также командующие всей пехотой и всей кавалерией и 25 вождей племенных подразделений. Отсутствие деления куфийцев и басрийцев на асба и ахмас, даёт нам право предположить, что это деление было чисто административно-финансовым, а не военным.
Сохранение управляемости таким войском требовало от командующего не только военных, но и дипломатических способностей. Так, например, когда Али ибн Абу Талиб перед походом назначил главой отряда племён рабиа и кинда вместо аль-Ашаса ибн Кайса рабиита Хасана ибн Махдуджа, то возмущенные южноарабские вожди (аль-Аштар, Ади ибн Хатим и др.) заявили, что занять место аль-Ашаса может только равный ему. Это, в свою очередь, вызвало возмущение представителей племени рабиа тем, что их человека не считают равным аль-Ашасу. Али решил исправить дело и возвратил знамя аль-Ашасу, который посчитал это позором для себя. Халиф Али сказал, что разделяет позор с ним и в ответ услышал: «Возьми его себе». Чтобы умиротворить аль-Ашаса, за которым стояли южные арабы, составлявшие больше половины войска Али, халифу пришлось назначить его командующим всего левого фланга армии. В боевой обстановке такой конфликт мог кончиться переходом обиженных на сторону противника и решить исход битвы.

### Решающее сражение
Решающее сражение началось утром в среду 19 июля 657 г (1 сафара). Оно продолжалось девять дней и перерывалось ночью для сна и днём для молитв. По сообщению аль-Мункари место того чтобы принять вызов Али на поединок Муавия посылает взамен себя переодетого в свои одежды вольноотпущенника (мавлу). Не подозревая такого коварства, Али вступил в поединок и убил мавлу. Поступок Муавии нанёс оскорбление Али, так как по понятиям рыцарской чести того времени вызывать на поединок мог только равный вызываемому по положению и происхождению. Вызываемый мог без ущерба для доброго имени отказаться от вызова, если считал, что его соперник ниже него.
Обе стороны были настолько убеждены в своей правоте, что друг против друга были построены одни и те же племена. Нередко в поединках встречались близкие родственники, но случаев переходов на сторону противника при этом не было. В один из последних дней сражения глава сирийских хасамитов предложил своему иракскому собрату Абу Кабу выйти из боя и дождаться исхода сражения, а затем присоединиться к победителю. Абу Каб отказался от этого предложения и вскоре погиб в бою вместе с сыном и многими своими соплеменниками.
Накал сражения нарастал с каждым днем. Вечером во время затишья воины выходили на поле боя, чтобы унести с него тяжелораненых и убитых. Каждый день гибли и знатные люди. На четвёртый день аль-Аштар убил в поединке сына халифа Умара, Убайдаллаха, служившем для Муавии противовесом знатным курайшитам, окружавшим Али. Погиб глава сирийских йеменитов Зуль-Кала, Аммар ибн Ясир, а в один из последних дней в попытке прорваться к шатру Муавии погиб Абдуллах ибн Будайл.
По некоторым данным, видя безрезультатность боев, Муавия предложил Али прекратить войну с сохранением за каждым его владений, но Али отказался. В четверг 27 июля (9 сафара) сошлись оставшиеся в строю с обеих сторон 70-80 тысяч воинов, которые осознавали, что это последний бой, который выявит победителей. В первой половине дня иракцы потеснили сирийцев в центре и приблизиться к ставке Муавии. Однако после полудня сирийцы атаковали левый фланг иракцев, где находился Али с сыновьями. Али отошёл к центру и в сумятице боя воины на какой-то момент потеряли его из виду. Это вызвало панику в рядах иракцев. Али пробился к аль-Аштару и поручил ему исправить положение. аль-Аштар с отрядом из 800 хамданитов бросился наперерез бегущим и остановил их. Ценой гибели 180 воинов аль-Аштару удалось восстановить порядок.
В этот день произошёл поединок между Амром ибн аль-Асом и Али, но достоверность этого рассказа весьма сомнительна. Амр будто бы встретился в поединке с Али, закрыв лицо. Али сбросил его с коня ударом копья и Амр упал вверх ногами, позорно оголившись перед зрителями поединка. Али удовольствовался позором Амр и не стал добивать упавшего. В этот день Али провёл ещё несколько поединков, в которых он дважды был ранен в лицо и получил три удара по голове.
Ожесточенность битвы не позволила сторонам прерваться даже на вечернюю молитву. В темноте бой, вероятно, распался на схватки отдельных групп. Из темноты лишь слышались крики сражающихся и вопли раненых, из-за чего эта ночь осталась в памяти участников сражения как «ночь воплей». На рассвете аль-Аштар, который находился на правом фланге, оттеснил сирийцев к их лагерю. Для развития успеха Али послал ему подкрепление. Сражение явно клонилось к победе Али, но оба войска были на грани истощения.

### Окончание сражения
Положение спас изворотливый Амр ибн аль-Ас, который предложил остановить бой, подняв на копьях свитки Корана. На рассвете перед иракцами появились фигуры воинов со странными знаменами, которые при приближении оказались свитками Корана, которые были прикреплены к копьям. Сирийцы кричали: «Боже, Боже! Подумайте о ваших жёнах и детях и о том, кто останется для [отражения] румов, тюрок и персов!». Сражение сразу прекратилось, кроме далеко продвинувшегося правого фланга аль-Аштара.
Понимая, что это — уловка, чтобы спастись от поражения, Али обратился за советом к предводителям войска, мнения которых разделились. Лишь немногие были безусловно за продолжение боя, другие же колебались или предоставляли решение самому Али. Решительнее всех за примирение выступил аль-Ашас ибн Кайс. Пока шло совещание, войско Али, за исключением аль-Аштара, рвавшегося к ставке Муавии, прекратило сражение. Али понимал, что невозможно заставить воинов сражаться с прежним упорством и согласился прекратить сражение. Часть командиров ещё пыталась доказать остальным, что надо сражаться, но Али уже сказал своё слово. Али отправил к аль-Аштару человека с приказом прекратить сражение, но тот, предвкушая близкую победу, отказался прекращать бой. Лишь после вторичного приказа аль-Аштар возвратился к войску, обругал всех трусами и сказал с горечью: «А я уже ощущал победу…».

### Договор о третейском суде
После открытой вражды, Али было трудно перейти к переговорам. Аль-Ашас предложил Али поехать к Муавии и узнать, что он конкретно предлагает, но Али безразлично ответил: «Поезжай, если хочешь». Когда аль-Ашас спросил о том, чего Муавия добивался, подняв листы Корана на копья, тот поручил встретиться знатокам Корана (курра') и обсудить этот вопрос. Ничего не известно о том, что они решили и встречались ли они вообще.
Муавия поручил представлять свои интересы Амру ибн ал-Асу, а иракцы оказались в затруднении. Аль-Ашас и знатоки Корана предложили Абу Мусу аль-Ашари, но Али отверг его, припомнив противодействие Абу Мусы во время конфликта с аз-Зубайром и Тальхой. На предложение Али отправить Абдуллаха ибн Аббаса его советники возразили ему, сказав, что им нужен человек, который равно отстоял бы от него и от Муавии. Предложение Али отправить аль-Аштара вызвало негодование аль-Ашаса, который сказал, что аль-Аштар будет добиваться решения только мечом. В итоге, Али пришлось согласиться на избрание Абу Мусы аль-Ашари, против которого резко возражал аль-Ахнаф ибн Кайс. Аль-Ахнаф предложившил себя в арбитры или по крайней мере в напарники аль-Ашари, но южноарабские лидеры отвергли тамимита аль-Ахнафа. Абу Муса аль-Ашари находился в небольшом селении между Тадмуром и Русафой, Урде, которое находилось сравнительно близко к месту событий.
При составлении текста соглашения о третейском суде сразу же возник спор о титуловании: сирийцы были против именования Али амиром верующих (амир аль-муминин). Муавия и Амр заявили, что они не считают Али амиром верующих. На их сторону неожиданно встал и аль-Ашас. Али сказал, что поступит так же, как поступил пророк Мухаммед, который столкнулся с подобной проблемой при подписании Худайбийского договора и не настаивал на титуловании его посланником Аллаха (расуль), уступив язычникам. Амр ибн аль-Ас грозно спросил: «Значит, ты уподобляешь нас язычникам, хотя мы и верующие?». Али ответил, что если Амра кому-то уподоблять, то только его матери, которая, как известно, до того, как попала к отцу Амра, была несколько раз перекупленной рабыней. После этих слов Амр окончательно вышел из себя, заявив, что никогда не сядет за стол переговоров вместе с Али. Сопровождавшие Али ибн Абу Талиба схватились за мечи, и спор чуть не кончился новой схваткой. В конце концов Али подписал договор, в котором он не был упомянут как амир верующих. Договор был заверен 30 свидетелями с каждой стороны и датирован средой 31 июля 657 года (13 сафара 37 г.х.).
Помимо главного обязательства сторон принять решение арбитров, каким бы оно ни было, в договоре предусматривалась гарантия неприкосновенности арбитров и замена арбитра в случае смерти новым арбитром по выбору соответствующей стороны. В случае смерти одного из претендентов, обязательство следовать решению возлагалось и на их преемников. Устанавливался крайний срок вынесения решения — конец рамадана текущего года (по другой версии к концу сезона паломничества). Договор был зачитан перед войсками каждой из сторон. Сирийцы встретили его с единодушным одобрением, а иракцы почувствовали себя обманутыми. Стали раздаваться голоса, что это - такое важное дело, что «рассудить его может только Аллах», и оно не должно быть передано на людской суд. Несмотря на все инциденты, произошедшие при оглашении договора, он одобрен и иракцами. Похоронив убитых, войска возвратились в родные места. Вступление основной части войска в Куфу было омрачено воплями женщин по погибшим, которые раздавались со всех сторон.

### Хариджиты
С военной точки зрения битва кончилась вничью, но в политическом отношении Али явно её выиграл.До того дружно поддерживавшая халифа армия раскололась. На подходе к Куфе часть войска численностью от 8 до 12 тысяч человек, в состав которых входили в основном тамимиты, отделилась от Али и остановилась в селении аль-Харура. Они провозгласили войну до победы с последующим созывом совета для избрания халифа. Они выбрали своим предводителем Шабаса ибн Риби ат-Тамими, а имамом-предстоятелем на молитве — Абдуллаха ибн аль-Кавва ал-Яшкури. Эту группу отколовшихся стали звать хариджитами, от глагола хараджа — «выйти» [из повиновения], «восстать».
Для восстановления единства в своем лагере Али послал Абдуллаха ибн Аббаса в аль-Харуру для того, чтобы попытаться убедить мятежников цитатами из Корана в правомерности решения вопроса о власти с помощью третейского суда. Хариджиты возразили ему, также со ссылками на Коран, что это правомерно лишь в отношении мелких вопросов. Тогда Али применил более простой и действенный способ — подкуп, назначив Язида ибн Кайса наместником в Исфахан и Рей, а затем сам явился в ал-Харура. Услышав от мятежников, что главной причиной их недовольства было согласие передать спор о власти третейским судьям, Али напомнил им, что когда сирийцы подняли свитки, хариджиты настойчиво попросили Али ответить «им на призыв к Книге Аллаха», и он согласился с ними. Хариджиты признали, что тогда согрешили и теперь раскаиваются. Али пообещал им выступить против врага после встречи арбитров, и тогда хариджиты согласились вернуться в Куфу. С другой стороны от Али требовали, чтобы он, не поддавался на речи хариджитов и приступил к выполнению договора.

## Переговоры Абу Мусы и Амра
Али отправил Абу Мусу аль-Ашари в Думат ал-Джандал для переговоров с сирийцами с эскортом в 400 человек под командой Шурайха ибн Хани аль-Хариси. Абдуллаху ибн Аббасу было поручено представлять интересы Али, а заодно и руководить молитвой.